# Georges Vigneron
Pour les articles homonymes, voir Vigneron.
Georges Pierre Alphonse Vigneron, né le 15 février 1880 à Laeken et décédé le 7 août 1956  à Schaerbeek fut un homme politique rexiste.
Il fut colonel de réserve de la gendarmerie.
Il fut élu sénateur provincial de la province de Liège (1937-39) en suppléance de Pierre Lifrange, puis sénateur provincial de la province de Luxembourg (1939-1940), enfin sénateur indépendant en suppléance de Daniel Clesse (1936-1945).

## Sources
- Bio sur ODIS